# Madonnan med steglitsan
Madonnan med steglitsan (italienska: Madonna del Cardellino) är en oljemålning av den italienske renässanskonstnären Rafael. Den målades 1506 och ingår i samlingarna på Uffizierna i Florens. 
Madonnan med barnet var ett av renässansmåleriets vanligaste motiv och i synnerhet Rafael utförde ett stort antal sådana tavlor. Här är Jungfru Maria avbildad i mitten och Rafael har använt sig av den vanliga pyramidformen för figurkompositionen. Madonnan håller en bok med den vänstra handen och runt hennes ben trycker dig Jesusbarnet och den unge Johannes Döparen. De klappar en steglitsa, eller steglits, som är en liten färggrann finkfågel som förr var vanlig som burfågel. Fågeln symboliserar Passionshistorien; enligt legenden drog en liten fågel törnen ur Jesu panna när han hängde på korset och fågeln färgades då röd av Jesu blod. Såväl Maria som Jesus har knappt skönjbara glorior ovanför huvudena. I bakgrunden syns ett landskap med imponerande djup. 
Madonnan med steglitsan målades under Rafaels florentinska period (1504–1508) då han verkade parallellt med de äldre Leonardo da Vinci och Michelangelo som han också tog intryck av (jämför Anna själv tredje och Bryggemadonnan som också tillämpar pyramidkomposition). I Giorgio Vasaris skrifter anges att Rafael målade Madonnan med steglitsan åt sin vän Lorenzo Nasi, en förmögen köpman i Florens, i samband med dennes bröllop med Sandra Canigiani. Tavlan skadades svårt i samband med att Nasi-huset förstördes i ett jordskred 1547. Restaurationen utfördes av en annan florentinsk konstnär, troligtvis Ridolfo del Ghirlandaio. Steglitsan förekommer i fler konstverk, till exempel Leonardo da Vincis Littamadonnan, Hieronymus Boschs Lustarnas trädgård och Carel Fabritius Steglitsan (den senare har givit namn åt boken Steglitsan) samt Rafaels ungdomsverk Sollymadonnan. 